# Cephalophrixothrix nigerrimus
Cephalophrixothrix nigerrimus är en skalbaggsart som beskrevs av Wittmer 1976. Cephalophrixothrix nigerrimus ingår i släktet Cephalophrixothrix och familjen Phengodidae. Inga underarter finns listade i Catalogue of Life.